# Castellar, Piemonte
Castellar är en ort och frazione i kommunen Saluzzo i provinsen Cuneo i regionen Piemonte i Italien. 
Castellar upphörde som kommun den 1 januari 2019 och uppgick i kommunen Saluzzo. Den tidigare kommunen hade 306 invånare (2018).